# Morgan Taylor
Frederick Morgan Taylor (Sioux City, Estats Units, 17 d'abril de 1903 - Rochester, 16 de febrer de 1975) fou un atleta nord-americà, especialista en 400 metres tanques.
Especialista en els 400 metres tanques, va participar, als 21 anys, en els Jocs Olímpics d'Estiu de 1924 realitzats a París (França), on va aconseguir guanyar la medalla d'or en aquesta prova olímpica. En els Jocs Olímpics d'Estiu de 1928 realitzats a Amsterdam (Països Baixos) aconseguí guanyar la medalla de bronze, un fet que repetí en els Jocs Olímpics d'Estiu de 1932 realitzats a Los Angeles (Estats Units), on a més fou l'encarregat de dur la bandera dels Estats Units en la cerimònia inaugural dels Jocs.
Mentre estudiava al Grinnell College va competir tant en atletisme com en futbol. Va guanyar el títol de la NCAA de 220 iardes tanques el 1927 i va acabar segon en el salt de llargada el 1925. També va ser el campió de l'AAU de les 440 iardes tanques de 1924 a 1926 i el 1928. Després de graduar-se va treballar com a venedor al Chicago Tribune i després com a professor i entrenador d'atletisme.

## Millors marques
- 400 metres. 47.9" (1930)
- 110 metres tanques. 14.9" (1925)
- 400 metres tanques. 52.0" (1928)
- Salt de llargada. 7,37 metres (1925)[5]